# Paisley (Floryda)
Paisley – jednostka osadnicza w Stanach Zjednoczonych, w stanie Floryda, w hrabstwie Lake.